# Mester Jakel
Mester Jakel er en populær figur fra hånddukketeatret. Desuden er Mester Jakel-teater en almindelig betegnelse for denne type dukketeater.
Jakel, der er et plattysk navn, og diminutiv af Jakob, betyder som fællesnavn bl.a. bonde, dumrian, nar, og en udstoppet figur i menneskeskikkelse samt en krukke eller potte. Flere af disse betydninger kan forklare, at den marionetkomedie, som fra gammel tid (i alt fald siden afslutningen af det 18. århundrede) spilles med små dukker på Dyrehavsbakken ved København og hørte til dennes mest karakteristiske folkeforlystelser i sommertiden, kaldes Mester Jakels-komedie; rimeligvis er den da kommet til Danmark fra Tyskland. Før 1780'erne synes dette dukkespil ikke at kunne påvises på Bakken, og i 1790'erne og nogle år ind i næste århundrede var det Jørgen Qvist, der agerede med dukkerne derude; fra ham er de gået i arv til andre marionetspillere, lige indtil vore dage.